# Сапега, Кшиштоф Франтишек
Кшиштоф Франтишек Сапега (пол. Krzysztof Franciszek Sapieha, 2 февраля 1623 — 5 сентября 1665) — государственный и военный деятель Великого княжества Литовского, полковник королевский, чашник великий литовский (1658), подстолий великий литовский (1658—1659), стольник великий литовский (1659—1661), кравчий великий литовский (1661—1665), староста ошмянский. Участник войн Речи Посполитой с украинскими казаками (1648—1654), Россией (1654—1667) и Швецией (1655—1660).

## Биография
Представитель коденской линии знатного литовского магнатского рода Сапег герба «Лис». Младший (четвертый) сын подкомория владимирского Фредерика Сапеги (ум. 1626) и Евы Скажевской (ум. до 1642). Старшие братья — писарь польный коронный Ян Фредерик, епископ виленский Александр Казимир и обозный великий литовский Томаш Казимир Сапеги.
Учился в коллегиуме имени Бартоломея Новодворского в Кракове. В 1638 году поступил в Краковский университет, затем продолжил образование в Болонье (1641).
Вернувшись на родину, Кшиштоф Франтишек Сапега стал дворянином польского короля Владислава IV Вазы, а после его смерти, Яна II Казимира Вазы. В мае 1648 года участвовал в битве с запорожскими казаками при Желтых Водах, где, вероятно, был взят в плен. Затем участвовал в первом польском посольстве под руководством Адама Киселя к Богдану Хмельницкому.
В сентябре 1648 года участвовал в битве с казаками под Пилявцами. Летом 1649 года во главе собственной казацкой роты участвовал в обороне Збаражского замка. В 1651 году Кшиштоф Франтишек Сапега участвовал в битвах с украинскими казаками под Берестечком (28 июня — 10 июля) и Белой Церковью (24-25 сентября). В 1652 году лично не участвовал в неудачной для поляков битве под Батогом, но там сражалась его надворная хоругвь.
В 1653 году под командованием Стефана Чарнецкого воевал против казацких войск Ивана Богуна. В январе 1654 года Кшиштоф Франтишек Сапега на границе был захвачен крымскими татарами в плен, из которого его выкупили в октябре 1654 года.
Осенью 1655 года Кшиштоф Франтишек Сапега участвовал в военных действиях против русских войск, в том числе в обороне Бреста-Литовского и в битве под Верховичами. В феврале 1656 года был отправлен воеводой витебским Павлом Яном Сапегой на крепость Тыкоцин в Подляшье, где укрывался с небольшим гарнизоном великий гетман литовскийи воевода виленский Януш Радзивилл, перешедший на сторону Швеции. Кшиштоф Сапега блокировал крепость, но при приближении князя Богуслава Радзивилла с войском вынужден был снять осаду, а его арьергард был разбит врагом. Принимал участие в разгроме войск Богуслава Радзивилла в битве под Яновом.
Вместе с войском Павла Яна Сапеги участвовал в блокаде шведской армии Карла Х Густава в междуречье Вислы и Сана, освобождал Люблин (9-12 апреля) и участвовал в битве под Варшавой (28-30 июля). Во время военного похода против трансильванского князя Дъёрдя Ракоци Кшиштоф Франтишек Сапега несколько месяцев командовал литовской армией.
В марте 1658 года за свои военные заслуги Кшиштоф Франтишек Сапега получил должность подстолия великого литовского, а также староство и лесничество бельское. На сейме 1658 года защищал интересы литовского войска, среди которого пользовался подавляющей поддержкой. Осенью 1658 года принял участие в военной кампании против русских войск.
4 января 1659 года получил должность стольника великого литовского. В июне 1660 года участвовал в разгроме русской армии князя Ивана Андреевича Хованского в битве под Полонкой. В декабре 1660 года в качестве посла был отправлен к польскому королю Яну II Казимиру Вазе, чтобы попросить выплатить литовским солдатам денежное довольствие. В январе 1661 года находился при королевской особе, но не смог добиться решения вопроса о выплаты задержанного жалованья.
В 1661 году Кшиштоф Франтишек Сапега был избран послом на сейм. 22 июля 1661 года получил должность кравчего великого литовского. В 1661 году принимал участие в военных действиях против русских войск в Литве и Белоруссии, в том числе участвовал в осаде Ковна в декабре 1661 года.
В 1662 году вновь был избран послом на сейм, принимал участие в налоговой комиссии в Вильно. В 1663 году Кшиштоф Франтишек Сапега претендовал на булаву польного гетмана литовского, но из-за ухудшения отношений между польским королём Яном II Казимиром и великим гетманом литовским Павлом Яном Сапегой не смог её получить. Был избран послом на сеймы в 1664 и 1665 годах.

## Семья
До 1657 года женился на княгине Елене Соломерецкой (ум. после 1667), дочери каштеляна смоленского князя Николая Льва Соломерецкого. Дети:
- Станислав Казимир Сапега (ум. 1673), староста трабский
- Владислав Юзафат Сапега (1652—1733), чашник великий литовский (1679), кравчий великий литовский (1684), воевода минский (1699) и брестский (1709)
- Анджей Франтишек Сапега (1660—1681), староста червоноградский